# Gay for Johnny Depp
Gay for Johnny Depp war eine US-amerikanische Hardcore-Punk-Band aus New York City. Sie wurde dem Mathcore oder dem Screamo zugeordnet.

## Bandgeschichte
Gay for Johnny Depp wurde 2004 von ehemaligen Mitgliedern der Bands Garrison und Instruction gegründet. Die ersten EPs folgten 2004 und 2005. Insbesondere die britische Musikpresse lobte die Band, so dass diese 2006 auf dem Download-Festival auf dem Donington Park auftreten durften. Das 2007er Album The Politics of Cruelty enthielt einen gefälschten, pornografischen Stalking-Brief an den Schauspieler Johnny Depp.
2009 erschien eine Diskografie-CD mit sämtlichen bis dato veröffentlichten Liedern unter dem Titel Manthology: a Tireless Exercise in Narcissism Featuring Gay for Johnny Depp’s Excellent Cadavers. 2011 erschien What Doesn’t Kill You, Eventually Kills You, das zweite Album der Band. Das Album enthält das Slade-Cover Cum On Feel the Noize (als Cum On Feel the Boize), das auch als Single veröffentlicht wurde.
Ende 2011 löste sich die Band auf und veröffentlichte ein Video auf YouTube, in dem sie ihre Entscheidung mitteilte.

## Musikstil
Gay for Johnny Depp spielten Hardcore Punk mit Metal-Einflüssen. Die Band kann mehreren musikalischen Genres zugeordnet werden, so unter anderem dem Screamo. und dem Mathcore Ihre Musik zeichnete sich durch ein hohes Tempo mit abrupten Rhythmus- und Temposprüngen aus. Der Gesang war guttural und überwiegend gekreischt. Dabei verwendete die Band einige untypische Elemente, unter anderem aus der Noisemusik, der klassischen Klaviermusik oder der elektronischen Musik.
Das Image der Band basierte auf einer homosexuellen Ausrichtung und Besessenheit auf den Schauspieler Johnny Depp, der auch mehrfach in den Liedtexten erwähnt wurde. Die Texte waren bewusst obszön und sexuell gehalten. Bei Liveauftritten verkleideten sich die Bandmitglieder und benutzten unter anderem Frauenkleider, lackierte Fingernägel, Gasmasken, Rocker-Kleidung oder traten nackt auf.

## Diskografie

### EPs
- 2004: Erotically Charged Dance Songs for the Desperate (Firefly Recordings)
- 2005: Blood: The Natural Lubricant (An Apocalyptic Adventure Beyond Sodom and Gomorrah) (Captains of Industry)
- 2009: The Ski Mask Orgy
- 2011: Fuck… Til the Death (Split-EP mit The Computers, Eigenveröffentlichung)
- 2011: Cum on Feel the Boize (Single, Shinebox Recordings)

### Alben
- 2007: The Politics of Cruelty (Captains of Industry)
- 2011: What Doesn’t Kill You, Eventually Kills You (Shinebox Recordings)

### Kompilationen
- 2009: Manthology: A Tireless Exercise in Narcissism Featuring Gay for Johnny Depp’s Excellent Cadavers (Banquet Records)